# Khải huyền của Holmes
Khải huyền của Holmes[a] (Nhật: ホームズの黙示録 Hepburn: Holmes no Mokushiroku) là tiểu phần thứ 217 nằm trong loạt manga Nhật Bản Thám tử lừng danh Conan của Aoyama Gōshō. Tiểu phần được đăng trên tạp chí Weekly Shōnen Sunday của Shogakukan từ tháng 8 đến tháng 10 năm 2010 trong các số in từ 36 đến 46 và gồm mười chương truyện. Từng chương truyện lẻ được tập hợp thành các tập tankōbon thứ 71 và 72, lần lượt phát hành tại Nhật Bản vào ngày 18 tháng 2 và 17 tháng 6 năm 2011. Phần lớn nội dung tiểu phần được tóm gọn trong tập truyện thứ 71, đưa nó thành loạt manga bán chạy thứ 21 trong nửa đầu năm 2011.

Tập tankōbon 71 của Thám tử lừng danh Conan do Shogakukan phát hành ở Nhật Bản vào ngày 18 tháng 2 năm 2011

Bộ anime truyền hình Thám tử lừng danh Conan đã chuyển thể tiểu phần Khải huyền của Holmes thành các tập phim 616–621, phát sóng từ ngày 21 tháng 5 năm 2011 đến 25 tháng 6 năm 2011 trên Nippon Television Network System. Các tập phim này nằm trong top 6 bộ anime có nhiều người xem nhất trong thời gian phát sóng. Nội dung tiểu phần theo chân Kudō Shinichi trong chuyến du lịch Luân Đôn, nơi cậu không may dính líu đến một vụ đánh bom. Mở đầu tác phẩm, Shinichi bị đầu độc và biến thành một cậu nhóc. Kể từ đó, cậu ta sử dụng cái tên Edogawa Conan nhằm che giấu danh tính thật của mình.
Nhà xuất bản Kim Đồng đã bản địa hóa Khải huyền của Holmes và xuất bản trong hai tập truyện tiếng Việt tương ứng vào năm 2011.

## Nội dung
Conan và hai cha con Mori Kogoro, Mori Ran có chuyến du lịch miễn phí đến Luân Đôn sau khi tình cờ tìm ra con mèo bị lạc của Diana Kingstone, một người phụ nữ Anh Quốc giàu có. Để vượt qua các khâu kiểm tra an ninh xuất nhập cảnh, Haibara Ai cho Conan hai viên thuốc tạm thời hóa giải tác dụng của thứ thuốc độc đã làm cậu teo nhỏ, giúp Conan trở về thân phận thiếu niên Kudō Shinichi trong 24 giờ cho chuyến đi và về.[tập 71:42] Khi đến Luân Đôn, Shinichi quay trở lại hình dạng Conan, cùng Ran và Kogoro đến thăm Bảo tàng Sherlock Holmes tọa lạc tại 221B phố Baker. Ran gọi điện thoại cho Shinichi (Conan dùng nơ thay đổi giọng nói) rồi khó chịu về sự thờ ơ của cậu. Liền sau đó, Conan tình cờ giáp mặt một cậu bé bản xứ tên Apollo Glass đang đi tìm Holmes. Giả vờ là học trò của Holmes, Conan kết bạn với Apollo, nghe cậu nhóc nói về một người đàn ông đã đưa cho cậu câu đố kỳ lạ, cần phải giải đố để cứu lấy một mạng người.[ch. 3] Trong khi đó, Ran gặp Minerva Glass, một vận động viên quần vợt chuyên nghiệp và là chị gái của Apollo. Minerva khuyên Ran từ bỏ tình yêu, nói với cô câu châm ngôn trong quần vợt: "Love is Zero" ("Tình yêu là số 0").[ch. 4] Ran lại điện thoại cho Shinichi; trong cuộc trò chuyện, Shinichi vô tình để Ran phát hiện ra cậu đang có mặt tại Tháp đồng hồ Big Ben. Hòng tránh cho thân phận bị lộ tẩy, cậu buộc phải uống thuốc quay lại hình dạng cũ, tức viên thuốc giải thứ hai vốn định dành cho chuyến đi về. Ran cảm thấy bị tổn thương và lặp lại những lời của Minerva, "Love is Zero".[ch. 5] Shinichi thú nhận tình yêu của cậu dành cho Ran và phủ nhận lời Minerva bằng cách biện giải rằng tất cả mọi thứ đều bắt đầu từ số 0.[tập 72:15–17]
Ngày hôm sau, người đàn ông phát câu đố ở Luân Đôn được xác định là Hades Sabara,[tập 71:87] một kẻ sát nhân và đánh bom hàng loạt đang bị truy nã. Conan bắt đầu giải mã các câu đố dựa vào những dữ kiện có liên hệ với loạt vụ án nổi tiếng mà Sherlock Holmes thụ lý, theo thứ tự: "A rolling bell rises me" ("Ta thức dậy cùng tiếng chuông ngân vang") ám chỉ Big Ben;[ch. 6] "My portion is like a chilled boiled egg like a corpse" ("Ta chắc dạ với quả trứng luộc đã nguội ngắt như xác chết") ám chỉ Tòa thị chính Luân Đôn nơi họ tìm thấy một con búp bê có ký tự "T";[ch. 6] "I finished up with a whole pickle" ("Nếu cuối cùng được gặm thêm một quả dưa chuột muối nữa thì còn gì bằng") ám chỉ 30 St Mary Axe nơi họ tìm thấy cây bút với ký tự "N";[ch. 6] "It rings again for my hatred" ("Tiếng chuông lại rung lên khuấy động lòng căm hận của ta") dẫn tới cầu Westminster nơi xuất hiện ký tự "A";[ch. 6] "Now I remember to ask a cake to celebrate in advance" ("Phải rồi, ta sẽ đặt một chiếc bánh mừng") ám chỉ Nhà thờ St Bride's, tìm thấy ký tự "S";[ch. 7] "I'm a long nosed wizard in a castle" ("Ta là phù thủy mũi dài sống trong lâu đài") dẫn tới Ga tàu điện ngầm Elephant & Castle, tìm thấy ký tự "U";[ch. 7] "It tells me to finish everything piercing a white back with two swords" ("Hãy để cho tất cả kết thúc, xuyên thủng tấm lưng trắng bằng hai thanh kiếm") ngụ ý biểu trưng của một cửa hàng đồ trang trí bằng gốm sứ, nơi họ tìm thấy ký tự "R".[ch. 7] Sắp xếp các ký tự này lại với nhau, họ kết luận nó tạo thành từ "Saturn", ngụ ý thứ Bảy.[tập 71:112] Bằng cách nối các địa điểm tìm ra những ký tự này trên bản đồ, nó tạo thành hình cây vợt của môn quần vợt, ám chỉ Giải Vô địch Wimbledon.[tập 71:122–123]
Khi Conan đến Câu lạc bộ croquet và quần vợt sân cỏ toàn Anh, nơi diễn ra trận chung kết Wimbledon vào thứ Bảy, Minerva đang cố gắng giao bóng vào các vị trí tạo thành chữ nổi Braille "Help" ("Cứu với"),[tập 71:141–142] đồng thời cố ý làm mình đánh trượt hoặc thua bóng. Conan hô to với Minerva, gợi ý với cô rằng cậu đã hiểu lời cầu cứu của cô.[tập 71:144] Đáp lại, Minerva tiếp tục giao bóng tạo thành chữ nổi cho thấy Hades có ý định giết chết mẹ cô, cũng là một khán giả có mặt trên khán đài, bằng một quả bom ngay sau khi trận đấu kết thúc. Conan suy luận rằng Hades đang ngồi ở nơi đối diện mẹ của Minerva nhằm mục đích ghi hình lại cái chết của bà,[ch. 10] và từ đó xác định được vị trí của kẻ đánh bom.[ch. 11] Conan tình cờ gặp cha mẹ mình là Kudō Yusaku và Kudō Yukiko, những người đã trợ giúp cậu bắt giữ Hades,[tập 72:11] và sau đó còn đưa cậu một viên thuốc giải khác để qua mặt an ninh sân bay trong chuyến đi về.[tập 72:18] Sau khi Hades bị bắt, Minerva đã có thể tập trung thi đấu và giành chiến thắng. Khi Conan và mọi người chuẩn bị trở về nhà, Ran trò chuyện với Minerva và lặp lại những lời của Shinichi. Minerva tháo gỡ được khúc mắc tình cảm của mình, thừa nhận rằng tất cả mọi thứ bắt đầu từ tình yêu.[ch. 1]

## Sản xuất và phát hành
Năm 2003, tác giả tác phẩm Thám tử lừng danh Conan, Aoyama Gōshō, thông báo rằng ông sẽ sáng tác một tiểu phần truyện lấy bối cảnh tại Luân Đôn. Để thực hiện việc này, ông đã đích thân đặt chân đến Luân Đôn và ghé thăm những địa điểm sẽ xuất hiện trong tiểu phần; với những nơi mà Aoyama không ghé qua được thì ông dùng Google Maps. Trong chuyến đi, Aoyama đã đặc biệt ghi chú lại một bốt điện thoại gần Tháp đồng hồ Big Ben và một cống thoát nước—có khắc dòng chữ "Valley of Fear" ("Thung lũng khủng khiếp")—trên cầu Westminster; hai chi tiết này đều được dùng đến trong tiểu phần. Trong quá trình sáng tác, Aoyama gặp khó khi đưa tiếng Anh vào truyện. Ông cũng tiết lộ rằng nhân vật hư cấu trong truyện, tay vợt Minerva Glass, được xây dựng dựa trên nguyên mẫu vận động viên quần vợt chuyên nghiệp Steffi Graf ngoài đời thực; cảnh Conan hô to với Minerva trong trận đấu của cô được lấy cảm hứng từ một vụ việc trong Giải quần vợt Wimbledon 1996, khi mà một nam cổ động viên đã chọc ghẹo bằng cách hét to lời cầu hôn của anh ta dành cho Graf trong trận bán kết của cô này. Còn với đoạn Shinichi thổ lộ tình cảm với Ran, Aoyama đã nghĩ ra cảnh này bởi ông liên hệ đến chi tiết Sherlock Holmes rất vụng về trong việc xử trí chuyện tình duyên, bao gồm việc gieo trong đầu cụm từ Yakkai na Nanjiken (厄介な難事件, "một vụ án hóc búa và rắc rối").[tập 72:15]
Tiểu phần được xuất bản trong tạp chí Weekly Shōnen Sunday của Shogakukan từ tháng 8 đến tháng 10 năm 2010, từ số in 36 đến số in 46 tương ứng với mười chương truyện. Sau đó từng chương một được tổng hợp thành các tập tankōbon thứ 71 và 72, lần lượt được phát hành tại Nhật Bản vào ngày 18 tháng 2 và 17 tháng 6 năm 2011.

## Chuyển thể anime

Các nhân vật trong chuyển thể anime của tiểu phần, dựa trên thiết kế của Aoyama Gōshō. Từ trái qua phải là Juno Glass, Ares Ashley, Apollo Glass và Minerva Glass. Nhân vật Minerva dựa trên Steffi Graf.

Tiểu phần Khải huyền của Holmes được dựng thành các tập 616–621 trong bộ anime truyền hình Thám tử lừng danh Conan, phát sóng từ ngày 21 tháng 5 năm 2011 đến 25 tháng 6 năm 2011 trên Nippon Television Network System. Tiếp đó, các tập phim được đưa vào hai đĩa DVD ra mắt ngày 23 tháng 3 năm 2012 và 27 tháng 4 năm 2012. Nhạc chủ đề mở đầu mỗi tập phim là bài "Don't Wanna Lie" (tạm dịch: "Không nỡ dối lừa") của B'z, còn bài kết là "Tsukiyo no Itazura no Mahō" (月夜の悪戯の魔法 tạm dịch: "Phép thuật tinh nghịch trong đêm trăng") do Breakerz thể hiện. Hai tập 616–617 do Kanasaki Takaomi đạo diễn, hai tập 618–619 thì đạo diễn bởi Kageyama Shigenori, còn hai tập 620–621 được đạo diễn bởi Taichū Seiki. Mỗi tập phim lại có các nhà sản xuất khác nhau; sáu nhà sản xuất liệt kê theo thứ tự chiếu từng tập gồm Tozawa Minoru, Yamazaki Shigeru, Kamanaka Nobuharu, Ikeda Tomomi, Kuroda Kōichirō và Yoshimura Akira. Các vai diễn khách mời như Diana Kingstone, Minerva Glass, Apollo Glass, Juno Glass, Hades Sabara và Ares Ashley lần lượt được lồng tiếng bởi Rachel Walzer, Rumiko Varnes, Kumai Motoko, Christelle Ciari, Sugawara Masashi và Hosoi Osamu.

## Đón nhận
Phần lớn tiểu phần được tập hợp trong tập 71, với thành tích 262.116 bản bán ra ngay trong tuần phát hành. Tập này đạt con số 526.693 bản in vào tháng 5 năm 2011 và nắm giữ vị trí thứ 21 trong bảng xếp hạng manga bán chạy nhất từ ngày 22 tháng 11 năm 2010 đến 22 tháng 5 năm 2011. Các tập anime chuyển thể từ tiểu phần lọt vào tốp 6 bộ anime có lượng người xem đông đảo nhất trong từng tuần mà mỗi tập phim lên sóng. Hai đĩa DVD chứa các tập phim về tiểu phần đều xuất hiện trong những bảng xếp hạng của Oricon.
Trang web Manga-News đã nhận xét Khải huyền của Holmes theo hướng tích cực. Họ khen ngợi nhiều ưu điểm của tiểu phần: cốt truyện và lối kể chuyện hấp dẫn, việc đưa vào truyện những địa điểm nổi tiếng của Luân Đôn, các chi tiết liên hệ đến Sherlock Holmes và giải quần vợt Wimbledon; cách xây dựng nhân vật phản diện Hades Sabara; riêng tình tiết lãng mạn giữa Shinichi và Ran được miêu tả là khoảnh khắc mà nhiều độc giả đang chờ đợi. Tuy nhiên Manga-News cũng phê phán tương tác giữa Shinichi và Ran đã bị che khuất bởi những cảnh hồi tưởng thay vì diễn ra theo trình tự. Trang AnimeLand đánh giá tập 71 là tập truyện hay nhất kể từ tập 59.